# Parti libéral italien (1997)
Pour les articles homonymes, voir Parti libéral italien.
Le Parti libéral italien (Partito liberale italiano, PLI) est un parti politique italien, fondé en 1997 par Stefano De Luca. Il reprend le nom de l'ancien Parti libéral italien.

## Histoire
Le parti est fondé le 4 juillet 1997 avec le nom Parti libéral (Partito Liberale). En 2004, avec la convergence d'autres mouvements libéraux, il reprend l'ancienne dénomination Parti libéral italien. Dès le congrès des 3 et 4 décembre 2004, le parti s'éloigne peu à peu de Forza Italia. Aux élections générales italiennes de 2006 le parti était membre de la coalition de centre-droit Maison des libertés conduite par Silvio Berlusconi.
Le parti se présente de façon autonome aux élections générales italiennes de 2008  et il remporte un peu plus de 100 000 voix, ce qui ne lui permet pas d'avoir des élus au Parlement (104 053 voix, soit 0,29 % à la Chambre). La même année, le PLI décide de s'associer au mouvement des Modérés.
Le 2 février 2009, Paolo Guzzanti, député du Peuple de la liberté annonce qu'il quitte le PdL pour le PLI, et fait désormais partie du groupe mixte (à la Chambre).
Le PLI adhère au Nouveau Pôle pour l'Italie. La composante « Liberali per l'Italia-PLI » du groupe mixte compte cinq députés le 12 novembre 2011. Le 13 novembre, le Parti libéral italien, avec Roberto Antonione, représentant la nouvelle composante parlementaire quitte le Quirinal sans faire de déclaration sur le futur gouvernement Monti, avec lui, de nombreux ex-PdL comme Giustina Destro, Giancarlo Pittelli, Fabio Gava et Luciano Sardelli.
Les Liberali per l'Italia - PLI obtiennent 28 027 voix lors des élections générales italiennes de 2013 alors qu'ils ne sont pas présents dans toutes les circonscriptions (0,08 %).
Lors des élections européennes de 2014, le parti soutient Guy Verhofstadt et présente une liste commune, Choix européen, avec Choix civique, le Centre démocrate et Faire pour arrêter le déclin de Michele Boldrin,.
Depuis 2016, son seul parlementaire est la sénatrice Anna Cinzia Bonfrisco venant des Conservateurs et réformistes.
Pour les élections de mars 2018, il s’allie à la Ligue du Nord, ce qui lui permet de présenter 4 candidats : Bonfrisco est réélue sénatrice et Giuseppe Basini est élu député.

## Structure
- Secrétaire national : Stefano De Luca (1997-2014), Giancarlo Morandi (2014-actuellement)
- Vice-secrétaire national : Salvatore Grillo (2007-2008), Paolo Guzzanti (2009-2010), Enrico Musso (2011-2012)
- Président : Carla Martino (2004-2009), Carlo Scognamiglio Pasini (2009-2012), Enzo Palumbo (2009-actuellement)
- Président d'honneur : Carla Martino (2009-actuellement)
- Trésorier : Savino Melillo (2007-2008), Maurizio Irti (2010-2012), Giancarlo Morandi (2012-actuellement)